# Odontorrhynchus
Odontorrhynchus – rodzaj roślin z rodziny storczykowatych (Orchidaceae). Obejmuje 4 gatunki występujące w Ameryce Południowej w Argentynie, Boliwii, Chile i Peru.

## Systematyka
Rodzaj sklasyfikowany do podplemienia Spiranthinae w plemieniu Cranichideae, podrodzina storczykowe (Orchidoideae), rodzina storczykowate (Orchidaceae), rząd szparagowce (Asparagales) w obrębie roślin jednoliściennych.
Wykaz gatunków
- Odontorrhynchus alticola Garay
- Odontorrhynchus castillonii (Hauman) M.N.Correa
- Odontorrhynchus chilensis (A.Rich.) Garay
- Odontorrhynchus monstrosus Szlach.